# Fulvio Sulmoni
Fulvio Sulmoni (sinh ngày 4 tháng 1 năm 1986) là một hậu vệ bóng đá người Thụy Sĩ, hiện tại thi đấu cho FC Lugano. Sulmoni has cũng thi đấu cho FC Lugano, FC Locarno và FC Chiasso.